# Fernon Wibier
Fernon Wibier (ur. 25 lutego 1971 w Dedemsvaart) – holenderski tenisista.

## Kariera tenisowa
Karierę zawodową Wibier rozpoczął w 1989 roku, a zakończył w 1999 roku. Największe sukcesy odnosił głównie jako deblista, wygrywając jeden turniej rangi ATP World Tour oraz osiągając trzy finały.
W rankingu gry pojedynczej Wibier najwyżej był na 126. miejscu (23 czerwca 1997), a w klasyfikacji gry podwójnej na 42. pozycji (28 lipca 1997).

### Finały w turniejach ATP World Tour

#### Gra podwójna (1–3)
| Nazwa                        |
| ---------------------------- |
| Wielki Szlem                 |
| Igrzyska olimpijskie         |
| ATP Tour World Championships |
| ATP Masters Series           |
| ATP Championship Series      |
| ATP World Series             |

| Końcowy wynik | Nr | Data                 | Turniej    | Nawierzchnia    | Partner          | Przeciwnicy                      | Wynik finału  |
| ------------- | -- | -------------------- | ---------- | --------------- | ---------------- | -------------------------------- | ------------- |
| Zwycięzca     | 1. | 12 czerwca 1994      | Rosmalen   | Trawiasta       | Stephen Noteboom | Diego Nargiso Peter Nyborg       | 6:3, 1:6, 7:6 |
| Finalista     | 1. | 22 października 1995 | Pekin      | Dywanowa (hala) | Dick Norman      | Tommy Ho Sébastien Lareau        | 6:7, 6:7      |
| Finalista     | 2. | 20 lipca 1997        | Waszyngton | Twarda          | Neville Godwin   | Luke Jensen Murphy Jensen        | 4:6, 4:6      |
| Finalista     | 3. | 12 kwietnia 1998     | Estoril    | Ceglana         | David Roditi     | Donald Johnson Francisco Montana | 1:6, 6:2, 1:6 |